# Parco nazionale Mole
Il parco nazionale di Mole (in inglese Mole National Park) è un un'area naturale protetta che si trova nel nord del Ghana circa 100 km a ovest della città di Tamale.
Istituito come area protetta nel 1958 e diventato parco nazionale nel 1971, è il più grande del paese e comprende aree di savana e zona riparia su un altipiano.

## Fauna
Tra le specie presenti nel parco vi sono 94 specie di mammiferi tra i quali l'elefante africano di savana con una popolazione di circa 600 esemplari, il kob, l'antilope roana, l'antilope d'acqua, il Tragelaphus sylvaticus, l'alcelafo, babbuini e altre specie di primati. 
Tra i predatori vi sono il leone, il leopardo, la iena macchiata, il caracal, l'oritteropo, la genetta, la civetta africana e la mangusta. 
Le specie di uccelli sono oltre 300, 9 quelle di anfibi e 33 specie di rettili.